# Salamandra (mitologia)

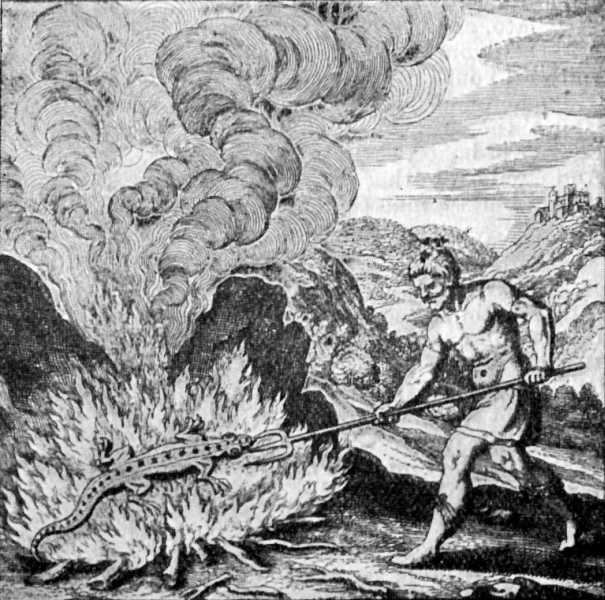
Representació de d'una salamandra, d'un llibre de MM Pattison Muir.

La salamandra és un amfibi urodel comú en el continent europeu. Com en el cas d'altres animals existents a la vida real, al llarg dels segles se li han atribuït diverses qualitats fantàstiques (vegeu les descripcions al·legòriques que es fan dels animals en els bestiaris medievals).
Des de l'època de la Il·lustració des d'ara, s'ha arribat a diferenciar a l'animal real i la criatura llegendària com dos conceptes diferents, especialment en el món de l'ocultisme. La criatura mitològica sol representar-se amb un aspecte molt similar al de la salamandra real, però amb una particular afinitat cap al foc (de vegades, en concret, al foc com a element).
La salamandra ha estat àmpliament utilitzada en l'àmbit de la heràldica. En les representacions més antigues, la salamandra apareixia com una mena de gos camacurt envoltat de foc. En les més modernes, tenia l'aspecte de l'amfibi real, però també embolicat en flames.
La salamandra apareix sovint en la literatura. Per exemple, era el símbol dels bombers cremadors de llibres en l'obra de Ray Bradbury "Fahrenheit 451". Més recentment, ha estat utilitzada en la literatura fantàstica, jocs de rol, videojocs i dibuixos animats, associant-la gairebé sempre a l'foc.

## Antiguitat i edat mitjana

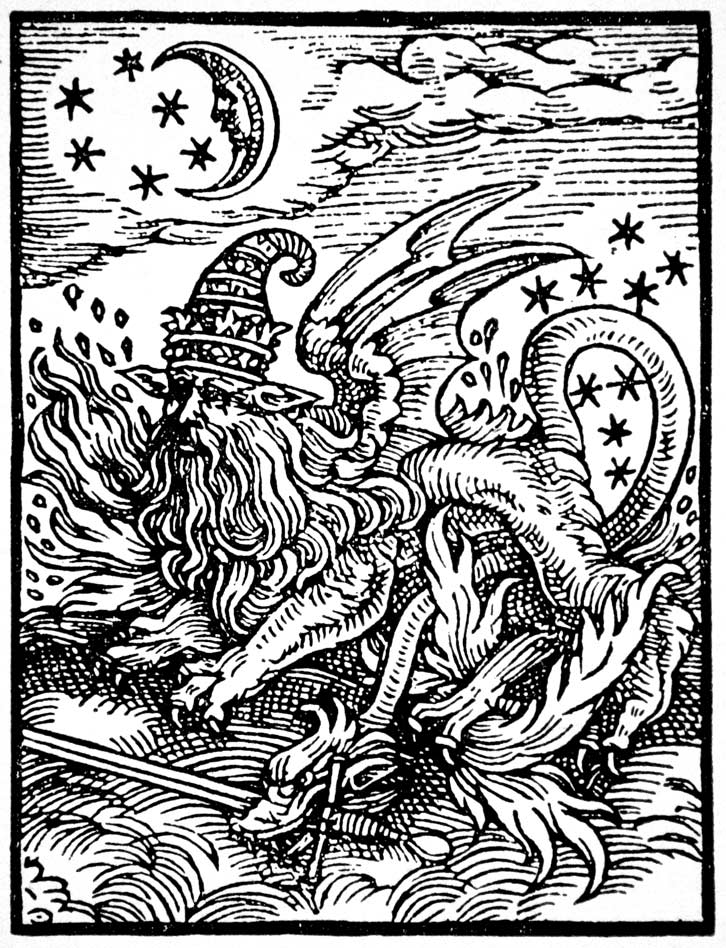
Il·lustració representant una salamandra, per Manly Palmer Hall

Les primeres al·lusions conegudes sobre aquest animal s'atribueixen a Aristòtil, qui s'associava a la salamandra amb el foc, i assegurava que ho apagava al passar sobre ell. Aquesta creença va ser ratificada per coneguts tractadistes, com Nicandre de Colofó i Antígon de Carist -en l'àmbit grec-, o Plini el Vell en el romà.
| «                                 | Aquest és tan fred, que tocant el foc li apaga, de la mateixa manera que el gel. Tocant qualsevol part de el cos humà amb la metzina d'aquest animal, que vomita com llet per la boca, cauen tots els pèls, i el lloc que va ser tocat muda el color i s'omple de lepra | » |
| — Plini el Vell, Història Natural | |   |

Per la seva banda Isidor de Sevilla, no només es va fer ressò de les afirmacions d'aquells tractadistes, sinó que els va amplificar, asseverant que una salamandra és capaç "de enverinar i assecar un arbre fruiter, i enverinar els pous d'aigua potable ".
Alguns escriptors, com el bisbe alemany Raban Maur, a mitjan el segle ix, reproduiran amb força fidelitat les afirmacions del bisbe sevillà, que seran inspiradores de les primeres representacions gràfiques de l'animal.
El mateix Sant Agustí (segles IV-V) recorrerà també a la salamandra, com a símbol del condemnat que patirà les flames eternes de l'Infern, sense consumir-se.
A el compàs de les cada vegada més exòtiques descripcions que van sorgint, els  bestiaris  jugaran un paper decisiu en aquesta diversificació, a més d'adjudicar-les més sorprenents morfologies, representant-amb aparença, ja canina, ja porcina, o fins i tot amb trets humans .
Pierre de Beauvais i Guillem de Normandia la conceben amb un cos multicolor; en el  Bestiari toscà  es l'arriba a identificar amb un ocell, mentre que en un manuscrit de Bestiaire divine, serà representada alternativament com una au entre flames i com un gos alat, representacions influenciades, majorment, per les descripcions, probablement apòcrifes, que l'anomenat Preste Joan fa de l'animal.

## Escuts representant una salamandra

Escut de Massoteres.
Le Havre: Escut de la vila.
Escut de Gennes, Maine-et-Loire.
Escut de Sarlat-la-Canéda
Vitry-le-François.